# Герб Полтавской области
Герб Полтавской области (укр. Герб Полтавської області) — символический знак, выражающий исторические и духовные традиции Полтавской области Украины. Вместе с флагом составляет официальную символику органов местного самоуправления и исполнительной власти Полтавской области. Герб утверждён 30 января 1998 года XIII сессией областного совета 22 созыва.

## Описание

Малый герб Полтавской области

Щит разделён на четыре части малиновым ромбом с серебряно-лазоревым волнистым поясом, сопровождаемым сверху луком со стрелой острием вниз между двумя звёздами, снизу — воротами о трёх башен между двумя звёздами; лук, стрела, ворота и звёзды золотые. В первой части щита в лазурном поле золотой клинчатый крест. Во второй — в золотом поле червлёная подкова рогами вниз. В третьей — в золотом поле червлёное сердце. В четвёртой — в лазоревом поле золотой сноп пшеницы.
Большой герб увенчан пятибашенной короной и обрамлен ветками калины, перевитыми лазорево-золотой лентой. Над короной — надпись «Полтавщина».

## Объяснение символики
- Лук со стрелой и звезды  — элементы, которые входили в гербы Полтавы, Пирятина, указывают на историческую роль края в обороне родных земель, а также на город Полтава, как административный центр области.
- Городские ворота с тремя башнями и флагштоками  — элемент старейшего из гербов, основной элемент герба города Лохвице указывает на прочность, могущество, неприкосновенность края, казацкие традиции.
- Волна воды  — элементы гербов городов Горишние Плавни, Кременчуг, символизирует богатство водных пространств области.
- Казацкий крест  — символ на исторических флагах Полтавских полков, и элемент гербов городов Миргорода, Зенькова.
- Подкова  — распространённый элемент родовых гербов Украины — символ счастья, добра, любви, согласия.
- Сердце  — элемент герба гетмана Полуботка, Кочубея, распространённый элемент гербов Украины, символизирует Полтавщину как сердце Украины, её величие, духовность, землю что дала жизнь выдающимся деятелям мирового значения.
- Сноп  — олицетворяет природное богатство, плодородие земель, трудолюбие её жителей, национальные традиции края.
- Корона  — могущество, стойкость, величие и слава.

Принятые цвета:
- Малиновый  — наиболее распространённый цвет казацких флагов — могущество, храбрость.
- Лазурный  — борьба за свободу, надежда.
- Золотой  — солнце, свет, благополучие, доброта, работа, достоинство.

## История

### Полтавская губерния
22 мая 1803 года был утверждён герб Полтавы (по рисунку Баранова, основанному на проекте Санти). Он фактически являлся и гербом губернии. В щите, разделенном косым крестом, изображались два меча на червленом поле, российский штандарт, пальма и пирамида, на которой свернувшаяся кольцом змея на лазуревом поле. Герб прославлял победу, одержанную Петром I над шведской армией в 1709 году. Скрещенные мечи символизировали Полтавскую битву, а пирамида — память о павших.

## Галерея

Герб Полтавы первой половины XVII века (Реконструкция)
Герб полка 1730-1782
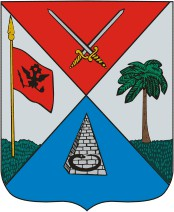
Герб Полтавы 1803 года, фактически выполнявшим роль и герба губернии
Герб губернии (1878-1918)